# Edith Endave, Novi Meksiko
Edith Endave je popisom određeno mjesto u okrugu Bernalillu u američkoj saveznoj državi Novom Meksiku. Prema popisu stanovništva SAD 2010. ovdje je živjelo 211stanovnika. Dio je albuquerqueanskog metropolitanskog statističkog područja.

## Zemljopis
Nalazi se na 35°12′44″N 106°35′30″W / 35.21222°N 106.59167°W. Prema Uredu SAD-a za popis stanovništva, zauzima 4,0 km2 površine, od čega 3,9 suhozemne.
Na jugu je grad Albuquerque, međudržavna cesta br. 25 je istočno, okrug Sandoval je sjeverno, a nasip duž Rio Grandea zapadno. Glavna cesta koja ide kroz Edith Endave je Državna cesta Novog Meksika br. 313 i br. 556. Središte Albuquerquea je 16 južno od središta Edith Endave. 

## Stanovništvo
Prema podatcima popisa 2010. ovdje je bilo 211 stanovnika, 86 kućanstava od čega 50 obiteljskih, a stanovništvo po rasi bili su 56,4% bijelci, 1,4% "crnci ili afroamerikanci", 12,3% "američki Indijanci i aljaskanski domorodci", 0,5% Azijci, 0,0% "domorodački Havajci i ostali tihooceanski otočani", 24,6% ostalih rasa, 4,7% dviju ili više rasa. Hispanoamerikanaca i Latinoamerikanaca svih rasa bilo je 43,6%.